# Avecappelle
Avecappelle, en néerlandais Avekapelle est une section de la ville belge de Furnes située en Région flamande dans la province de Flandre-Occidentale. C'était une commune à part entière avant la fusion des communes de 1971.

## Toponymie
On trouve anciennement le nom écrit comme Avesnes-Capelle qui correspond de la prononciation francophone du nom.

## Histoire
Avecappelle fut situé dans le périmètre des combats de Furnes et de Nieuport entre les troupes du Saint-Empire romain à celles de la République française le 21 octobre 1793 (30 vendémiaire an II) durant les guerres de la première coalition.

## Démographie

### Évolution démographique
- Sources : INS, Rem. : 1831 jusqu'en 1970 = recensements[3].